# Буффемон
Буффемон (фр. Bouffémont) — муниципалитет во Франции, в регионе Иль-де-Франс, департамент Валь-д'Уаз. Население — 5607 человек (2006).
Муниципалитет расположен на расстоянии около 22 км севернее Парижа, 18 км восточнее Сержи.

## Демография
Динамика населения (Cassini и INSEE):